# András Adorján
András Adorján  (Budapeste, 31 de março de 1950 – 11 de maio de 2023) foi um GM enxadrista húngaro e autor de livros sobre xadrez.
Em 1969-70 ele venceu o Campeonato Europeu Junior em Estocolmo, indo a final do Campeonato do mundo de xadrez júnior com Anatoly Karpov. Recebeu o título de Mestre Internacional em 1970 e o de Grande Mestre em 1973, este foi também o ano em que venceu seu primeiro Campeonato Nacional da Hungria.
No Torneio Interzonal de Riga em 1979, ele terminou em terceiro e se qualificou para o Torneio de Candidatos. Neste torneio, perdeu para Robert Hübner nas quartas de final.
Em equipes de xadrez, Adorján tem um excelente recorde.  Na Olimpíada de Xadrez de 1978, ele ajudou a Hungria a capturar a medalha de ouro do poderoso time soviético que convincentemente vencia o evento desde 1952.  Sua participação em eventos posteriores em 1984, 1986, e 1988 contribuíram para que a Hungria terminasse em pelo menos quinto em cada ocasião. Seus compatriotas Lajos Portisch, Zoltan Ribli e Gyula Sax também estavam no auge nesta época.
Na teoria enxadrística, é conhecido como um dos principais especialistas em Defesa Grünfeld. Ele é também conhecido pelas suas batalhas políticas com Susan Polgar através da imprensa.  Susan chegou a dizer que não participaria de torneios que Adorján fosse convidado.
Nos últimos anos, ele tem se concentrado mais em publicar livros, tornando-se renomado pela série de livros voltados para as pretas - Black is OK, Black is Still OK e Black is OK Forever.
Adorján morreu no dia 11 de maio de 2023, aos 73 anos de idade.